# Supermarine Sea Eagle
Die Supermarine Sea Eagle („Seeadler“) war ein einmotoriges Amphibienflugzeug des britischen Herstellers Supermarine Aviation Works aus den 1920er-Jahren mit einem Holzrumpf. Es war eines der ersten für den Passagiertransport entwickelten Flugboote und konnte neben zwei Piloten sechs Fluggäste aufnehmen. Die drei gebauten Maschinen wurden im Luftverkehr zwischen Southampton und den Kanalinseln eingesetzt.

## Entwicklungsgeschichte derSea Eagle
Die Firma Supermarine Aviation Works in Southampton hatte von 1917 bis April 1918 den Serienbau des von der Admiralität entwickelten AD Flugbootes betrieben. 1919 kaufte die Gesellschaft zehn dieser eingemotteten Maschinen zurück und modifizierte sie für den Zivilverkehr unter der Bezeichnung Supermarine Channel. Die erste Maschine G-EAED (ex N1529) durfte ab Juli 1919 Rundflüge und Linienflüge zwischen Orten an der britischen Kanalküste und nach Cherbourg und St. Malo durchführen. 1920 konnte Supermarine drei Channel-Flugboote an die norwegische Det Norske Luftfartreideri (DNL) für die Postlinie Bergen–Haugesund–Stavanger und dann auch noch vier weitere Flugboote an die norwegische Regierung verkaufen. Drei weitere Maschinen (G-EAGE, G-EAEJ, G-EAEF) gingen an die „Bermuda & West Atlantic Aviation Company“ für Inselflugverkehr sowie Rund- und Charterflüge. Zwei weitere Maschinen wurden mit Kameras im Bug zur Erkundung des Orinoco-Deltas in Venezuela eingesetzt. 1921 konnten weitere Channels verkauft werden, allerdings nur eine für zivile Zwecke. G-NZAI kam nach Neuseeland an die dortige staatliche Flugschule und wurde das erste Flugzeug, das je Fidschi anflog. Fünf als Channel Mk.II bezeichnete Maschinen erhielten für den militärischen Einsatz geänderte Rümpfe und modernere Motoren. Drei gingen nach Japan, je eines nach Schweden und Chile.
Zuvor beteiligte sich Supermarine mit drei anderen Firmen im Herbst 1920 an einem Wettbewerb des Luftfahrtministeriums für ein auf dem Wasser startendes Zivilflugzeug. Der Wettbewerb, der im September und Oktober 1920 in Felixstowe und Martlesham Heath nahe Woodbridge (Suffolk) stattfand, wurde von der Vickers Viking III G-EAUK knapp gewonnen. Den 2. Preis von 4000 £ gewann der erste eigenständige Entwurf von Supermarines neuem Chefkonstrukteur Reginald Joseph Mitchell, das Commercial Amphibian G-EAVE, vor dem Fairey-III-Schwimmerflugzeug G-EALQ. Das Preisgeld wurde vom Air Ministry auf 8000 £ verdoppelt, da man dort der Meinung war, dass Supermarine trotz unterlegener Motorleistung einen exzellenten Entwurf mit herausragenden Leistungen vorgestellt hatte. Unglücklicherweise stürzte die neue Supermarine-Maschine schon im Oktober 1920 ab und wurde nicht wieder aufgebaut.
In der Folgezeit entwickelte Supermarine im Auftrag des Luftfahrtministeriums das militärische Aufklärungsflugboot Supermarine Seagull, das 1921 zum ersten Serienauftrag nach dem Weltkrieg führte. Im Unterschied zu den zuvor genannten Flugbooten hatte die Seagull einen Zug-Propeller.
Gleichzeitig entwickelte Supermarine ein neues Zivilmodell mit der Sea Eagle. Ende 1922 war mit einem Regierungszuschuss die British Marine Aircraft Navigation Company gegründet worden, die einen Liniendienst mit Flugbooten zwischen Southampton, den Kanalinseln und Le Havre einrichten sollte. Drei Flugboote finanzierte die Regierung für diese Linie, die von Supermarine, einem Teilhaber der neuen Gesellschaft, gebaut werden sollten.
Die Sea Eagle war in den Grundabmessungen der neuen Seagull ähnlich, verwendete allerdings nur die Tragflächen des Militärmodells. Wie alle bis dahin gebauten Supermarine-Flugboote war sie fast vollständig aus Holz gebaut. Sie hatte einen abweichenden Holzrumpf mit einer Passagierkabine für sechs Fluggäste im Bug und dahinter ein offenes Cockpit für den/die Piloten sowie ein abweichendes Leitwerk. Auch kehrte Supermarine bei der Sea Eagle wieder zu dem Antriebskonzept mit einem Druckpropeller zurück. Als Triebwerk wurde der 12-Zylinder-V-Motor Rolls-Royce Eagle IX verwandt, der 360 PS leistete. Die erste Maschine G-EBFK flog im Juni 1923 und am 25. September 1923 begann der Liniendienst nach Guernsey.

## Einsatz derSea Eagle
Die drei gebauten Maschinen (G-EBFK, G-EBGR, G-EBGS) kamen 1923 in den Dienst der British Marine Aircraft Navigation Company und begannen den Liniendienst zwischen Southampton und Guernsey ohne die geplante Verlängerung nach Frankreich. Supermarine stellte für den Liniendienst zwei Werkspiloten ab. Am 31. März 1924 ging die mit staatlicher Hilfe gegründete Gesellschaft in der neuen staatlichen Luftfahrtgesellschaft Imperial Airways auf. Bis dahin hatte die Gesellschaft 104 Hin- und Rückflüge durchgeführt, somit 15 pro Monat.
Die G-EBFK wurde allerdings schon am 21. Mai 1924 abgeschrieben. Sie war im Oktober 1923 zuletzt im Linienverkehr eingesetzt worden und vermutlich nur noch als Ersatzteilspender vorhanden. Die G-EBGR wurde im Spätsommer 1924 auf das stärkere Napier-Lion-Triebwerk umgerüstet. Ab 1925 verfügten beide Maschinen über dieses Triebwerk und hatten einen etwas größeren Oberflügel, um sicherer starten zu können. 
Im Januar 1927 ging mit der G-EBGS die zweite Maschine verloren, als sie in St. Peter Port von einem Schiff gerammt wurde. Die beschädigte Maschine wurde nach Southampton zurückgebracht, aber nicht repariert. So verblieb nur noch G-EBGR bis 1929 auf der Route zu den Kanalinseln. Neben der verbliebenen Sea Eagle kam zwischen dem 30. Juni 1926 und Februar 1927 auch noch der Prototyp der zweimotorigen Supermarine Swan auf der Linie zum Einsatz, der auch Deauville, Le Touquet und Cherbourg anflog, aber weniger als zehn Hin- und Rückflüge durchführte und 1927 abgebrochen wurde.
Nach deren Aussonderung setzte die Imperial Airways noch Short Calcutta zwischen dem 14. August 1928 und dem 20. Februar 1929 ein, um dann die Linie zu den Kanalinseln aufzugeben. 1929 setzte dann die „Tour and Travel Association“ kurzzeitig noch die ehemalige Militärmaschine Supermarine Seagull Mk.IV G-AAIZ für einige Flüge mit bis zu sechs Passagieren nach Guernsey ein.
Der Rumpf der G-EBGR blieb lange erhalten. Er wurde 1949 von Vickers (Aviation) der BOAC geschenkt und dann am 13. Februar 1954 wegen Unterhaltungs- und Lagerungsproblemen in Heston verbrannt.

## Supermarine Scarab
Im Jahr 1924 entstand mit der Supermarine Scarab eine Militärversion für die spanischen Marineflieger. Dieser Typ hatte einen abweichenden Rumpf. Der Pilot saß in einem offenen Cockpit im Bug, dahinter ebenfalls in offenen Ständen der MG-Schütze und der Funker/Navigator/Bombenschütze, die auch noch eine geschlossene Rumpfkabine hatten. Im Rumpf befand sich eine drehbare Bombenkammer für zwölf 22-kg-Bomben. Unter den Tragflächen befanden sich weitere Aufhängungen für vier 45-kg-Bomben. Die Tanks waren aus dem Rumpf in die oberen Tragflächen verlegt worden. Von den zwölf bestellten Maschinen ging eine schon bei den Tests in Großbritannien verloren. Das aus Spanien entsandte Flugzeugmutterschiff Dédalo konnte die Maschinen nicht durch seine zu kleinen Luken im Laderaum stauen und transportierte sie daher alle an Deck. Auf der Rückfahrt geriet das Schiff in der Biskaya in einen schweren Sturm, in dem sieben Maschinen erheblich beschädigt wurden. Die unbeschädigten Maschinen wurden bei der Ankunft in Spanien sofort nach Marokko entsandt, um im Rifkrieg gegen die Kabylen eingesetzt zu werden.

## Militärische Nutzung
Spanien
- Marine

## Technische Daten
| Kenngröße             | Channel Mk.I                   | Sea Eagle                                 | Scarab                                    | Swan         |
| --------------------- | ------------------------------ | ----------------------------------------- | ----------------------------------------- | ------------ |
| Besatzung             | 1                              | 1–2                                       | 3                                         | 1–2          |
| Passagiere            | 3–4                            | 6                                         | –                                         | 10           |
| Länge                 | 9,14 m                         | 11,38 m                                   | 11,28 m                                   | 14,78 m      |
| Spannweite            | 15,37 m                        | 14,02 m                                   | 14,02 m                                   | 20,93 m      |
| Höhe                  | 3,96 m                         | 4,85 m                                    | 4,92 m                                    | 5,58 m       |
| Flügelfläche          | 42,1 m²                        | 57,6 m²                                   | 56,7 m²                                   | 117,5 m²     |
| Leermasse             | 1069 kg                        | 1792 kg                                   | 1803 kg                                   | 3538 kg      |
| Startmasse            | 1542 kg                        | 2744 kg                                   | 2608 kg                                   | 5398 kg      |
| Höchstgeschwindigkeit | 128 km/h                       | 150 km/h                                  | 150 km/h                                  | 148 km/h     |
| Reisegeschwindigkeit  | 114 km/h                       | 135 km/h                                  | 128 km/h                                  | 134 km/h     |
| Reichweite            | 3 h                            | 370 km                                    | 400 km                                    |              |
| Dienstgipfelhöhe      | 2285 m                         | 2438 m                                    |                                           | 2469 m       |
| Triebwerke            | Beardmore, 160 PS (ca. 120 kW) | Rolls-Royce Eagle IX, 360 PS (ca. 260 kW) | Rolls-Royce Eagle IX, 360 PS (ca. 260 kW) | 2 × Eagle IX |
| Bewaffnung            | (1 MG)                         | –                                         | 1 MG 450 kg Bomben                        | –            |